# ليثونيا
ليثونيا (بالإنجليزية: Lithonia, Georgia)‏ هي مدينة تقع في مقاطعة ديكالب بولاية جورجيا في الولايات المتحدة. تبلغ مساحة هذه المدينة 2 (كم²)، وترتفع عن سطح البحر 282 م، بلغ عدد سكانها 1924 نسمة في عام 2010 حسب إحصاء مكتب تعداد الولايات المتحدة.

## أعلام
- هوارد ناثانيل لي
- لويس كيلي
- روبرت دوزير
- تري ثومبكينز
- برستون سميث

## وصلات خارجية
- Cities & Counties - Georgia.gov